# ハングル音節文字
ハングル音節文字（ハングルおんせつもじ、英語: Hangul Syllables）は、Unicodeの148個目のブロック。

## 解説
大韓民国、朝鮮民主主義人民共和国及び、中華人民共和国の延辺朝鮮族自治州で話される韓国語(朝鮮語)の表記に用いられるハングルのうち、字母が組み合わせられた状態の音節文字が収録されている。
キーボード入力において、ハングル字母やハングル互換字母ブロックに含まれる単独の字母は組み合わさって音節を形成すると本ブロックに含まれる音節文字に自動で変換されるようになっている。

Unicodeのバージョン2.0において初めて追加された。

## 文字コード
Template:Unicode chart Hangul Syllables

## 履歴
以下の表に挙げられているUnicode関連のドキュメントには、このブロックの特定の文字を定義する目的とプロセスが記録されている。
| バージョン | コードポイント | 文字数 | L2 ID | ドキュメント |
| ---------- | -------------- | ------ | ----- | ------------ |
| 2.0        | U+AC00..D7A3   | 11172  |       |              |
| 1.         |                |        |       |              |